# Пол Веслі
Пол То́мас Ве́слі (англ. Paul Thomas Wesley, пол. Paweł Tomasz Wasilewski; нар. 23 липня 1982, Нью-Брансвік, Нью-Джерсі, США) — американський актор і продюсер. Відомий ролями Стефана Сальваторе у телесеріалі   «Щоденники вампіра».(2009—2017), та Едді Лонго/Такер Рід у телесеріалі Розкажи мені казку (2018—2020)

## Біографія
Пол Веслі (також Павел Василевські) народився у місті Нью-Брансвік (штат Нью-Джерсі, США) 23 липня 1982 року, виріс у Мальборо, Нью-Джерсі. Його батьки, Агнешка й Томас Василевські, вихідці з Польщі. Має старшу сестру Моніку й двох молодших — Джулію та Лію. Добре знає польську мову, проводив по чотири місяці щороку в Польщі до 16 років.
Відвідував Christian Brothers Academy в Лінкрофті і Marlboro High School. Під час навчання в старшій школі пройшов відбір на роль Макса Нікерсона в телесеріалі «Дороговказне світло». З огляду на щільний акторський графік перевівся до нової школи — Lakewood Prep School у Гавеллі (штат Нью-Йорк). 2000 року закінчив школу і вступив до Ратгерського університету, який через семестр кинув ради продовження акторської кар'єри.
2005 року Пол змінив прізвище на Веслі. Коли його питають, чому він змінив прізвище, він відказує:
2000 року за свою роботу в серіалі «Дороговказне світло» Пол удостоївся номінації молодіжної премії YoungStar Awards у категорії Найкращий молодий актор денних телесеріалів (Best Young Actor/Performance in a Daytime TV Series).

## Кар'єра
Пол виконав невеликі ролі в таких серіалах як: «Дороговказне світло», «Everwood», «Таємниці Смолвіля», «Чужа сім'я», «8 Simple Rules», «Закон і порядок. Спеціальний корпус» та інші.
Тепер знімається в ролі Стефана Сальваторе в телесеріалі «Щоденники вампіра» за серією романів Лізи Джейн Сміт «Щоденники вампіра».
Є продюсером фільму «Curfew»(«Зараз або ніколи»,2012), що був номінований на премію «Оскар» (2013) у номінації Найкращий ігровий короткометражний фільм.
На цю тему Пол Веслі казав: «Я в процесі створення фільму з двома моїми неймовірно талановитими друзями, Шоном Крістенсеном і Деймоном Расселом. Він заснований на короткометражці, яку зрежисерував Шон, що завоювала безліч нагород по цілому світі. Ми робимо повнометражний фільм. Я виступаю як продюсер і висловлюю різні ідеї, а також, там у мене є роль.»

## Особисте життя
Від 2011 року Пол Веслі одружений із актрисою й фотомоделлю Торрі ДеВітто.У липні 2013 року пара подала на розлучення після двох років шлюбу. У 2013—2017 роках зустрічався з акторкою та колегою по серіалу «Щоденники вампіра» Фібі Тонкін.
У лютому 2019 року стало відомо, що Пол Веслі одружений із Інес де Рамон. Розлучилися у 2022 році. З листопада 2022 року зустрічається з моделлю Наталі Кукенберг. У липні 2025 року пара заручилась.

## Підтримка України
В 2022 році Пол Веслі в Instagram написав, що захоплюється українським народом, який щосили протистоїть агресору. 
Також актор залишив посилання в Instagram-акаунті на сайт, де кожен може знайти спосіб допомоги для України.
У  листопаді 2024 ЗМІ повідомили що він зніметься у серіалі про війну у Україні 

## Фільмографія
| Рік  | Назва                | Оригінальна назва   | Роль                    | Примітки             |
| ---- | -------------------- | ------------------- | ----------------------- | -------------------- |
| 2002 | Особлива думка       | Minority Report     | Нейтан                  | Незазначено в титрах |
| 2003 | Едж                  | The Edge            | Ім'я персонажа невідомо |                      |
| 2004 | Останній запуск      | The Last Run        | Сет                     |                      |
| 2005 | Ролери               | Roll Bounce         | Трой                    |                      |
| 2006 | Хмара 9              | Cloud Nine          | Джексон Фарго           |                      |
| 2006 | 1 миля до Ленекса    | Lenexa, 1 Mile      | Рік Лозьє               |                      |
| 2006 | Мирний воїн          | Peaceful Warrior    | Тревор                  |                      |
| 2008 | Зимові мерці         | Killer Movie        | Джейк Таннер            |                      |
| 2009 | Десь там             | Elsewhere           | Біллі                   |                      |
| 2010 | Пригоди на Багамах   | Beneath the Blue    | Крейг Моррісон          |                      |
| 2012 | Бейтаун поза законом | The Baytown Outlaws | Ентоні Ріс              |                      |

| Рік       | Назва                                          | Оригінальна назва                             | Роль                                    | Примітки                        |
| --------- | ---------------------------------------------- | --------------------------------------------- | --------------------------------------- | ------------------------------- |
| 1999      | Інший світ                                     | Another World                                 | Шон Маккінон                            | 1 епізод                        |
| 1999-2001 | Дороговказне світло                            | Guiding Light                                 | Макс Нікерсон #2                        | 6 епізодів                      |
| 2001      | Постріл у серце                                | Shot in the Heart                             | Гаррі (вік 15-22)                       | Телефільм                       |
| 2002      | Молодий Артур                                  | Young Arthur                                  | Ланселот                                | Телефільм                       |
| 2001-2002 | Вовче озеро                                    | Wolf Lake                                     | Люк Кейтс                               | 10 епізодів                     |
| 2002      | Освіта Макса Бікфорда                          | The Education of Max Bickford                 | Крейг                                   | 1 епізод                        |
| 2002      | Закон і порядок: Злочинні наміри               | Law & Order: Criminal Intent                  | Люк Миллер                              | 1 епізод                        |
| 2003      | Таємниці Смолвіля                              | Smallville                                    | Лукас Лутор                             | 15 епізодів 2 сезони            |
| 2003      | Чужа сім'я                                     | The O.C.                                      | Донні                                   | 1 епізод                        |
| 2003-2010 | 8 простих правил для друга моєї дочки-підлітка | 8 Simple Rules for Dating My Teenage Daughter | Деміен                                  | 2 епізоди                       |
| 2003-2004 | Евервуд                                        | Everwood                                      | Томмі Каллахан                          | 9 епізодів                      |
| 2004      | C.S.I.: Місце злочину Маямі                    | CSI: Miami                                    | Джек Ворнер Бредфорд                    | 1 епізод                        |
| 2002-2005 | Американські мрії                              | American Dreams                               | Томмі ДеФеліс                           | 11 епізодів                     |
| 2005      | Місце злочину: Нью-Йорк                        | CSI: NY                                       | Стив Сампрасс                           | 1 епізод                        |
| 2000-2005 | Закон і порядок: Спеціальний корпус            | Law & Order: Special Victims Unit             | Денні Беррелл / Люк Бреслін             | 2 епізоди                       |
| 2006      | Розслідування Джордан                          | Crossing Jordan                               | Квентін Бекер                           | 1 епізод                        |
| 2006-2007 | Пропащий                                       | Fallen                                        | Аарон Корбетт                           | 4 епізоди, головна роль         |
| 2007      | Плантація                                      | Cane                                          | Нік                                     | 3 епізоди                       |
| 2007      | Акула                                          | Shark                                         | Джастін Бішоп                           | 1 епізод                        |
| 2008      | Дочка Рассело                                  | The Russell Girl                              | Еван Керрол                             | Телефільм                       |
| 2008      | Мертва справа                                  | Cold Case                                     | Піті Мерфі '08                          | 1 епізод                        |
| 2008-2009 | Армійські дружини                              | Army Wives                                    | Логан Етуотер                           | 5 епізодів                      |
| 2008      | 24                                             | 24                                            | Стівен                                  | 4 епізоди                       |
| 2009—2017 | Щоденники вампіра                              | The Vampire Diaries                           | Стефан Сальваторе / Сайлас / Том Ейвері | Головна роль 171 епізод Режисер |
| 2016      | Первородні                                     | The Originals                                 | Стефан Сальваторе                       | Гость 1 епізод                  |
| 2018—2020 | Розкажи мені казку                             | Tell Me a Story                               | Едді Лонго / Молодше поросятко / Такер  | основна роль                    |
| 2023      | Зоряний шлях: Дивні нові світи                 |                                               | Джеймс Т. Кірк                          |                                 |

## Нагороди і номінації
| Рік  | Нагорода           | Категорія                               | Робота            | Результат |
| ---- | ------------------ | --------------------------------------- | ----------------- | --------- |
| 2010 | Teen Choice Awards | «Прорив року: чоловіча роль у серіалі»  | Щоденники вампіра | Перемога  |
| 2010 | Teen Choice Awards | «Найкращий актор фантастичного серіалу» | Щоденники вампіра | Перемога  |

## Виноски
1. 1 2 3  Morton, Rebecca (10 вересня 2009). 'Vampire Diaries' to give area native star turn. New Brunswick Sentinel. Архів оригіналу за грудень 24, 2009. Процитовано 22 квітня 2010.
2. ↑  Lee, Luaine (27 січня 2010). The 'good' vampire was a teenage bad boy. McClatchy/Tribune News. Chicago Tribune. Архів оригіналу за 27 вересня 2012. Процитовано 2 жовтня 2010.
3. ↑  Talbot, Lindsay (12 жовтня 2009). New Blood. Teen Vogue. Архів оригіналу за 5 квітня 2012. Процитовано 28 жовтня 2009.
4. ↑  Martin, Patti (28 січня 2010). Perhaps one of Howell's best kept secrets. Asbury Park Press. Процитовано 17 травня 2010.
5. ↑  Getting to Know: Paul Wesley. Teen Magazine. Архів оригіналу за березень 26, 2010. Процитовано 20 грудня 2009.
6. ↑  Walsh, Dorothy. Getting to Know: Paul Wesley. Soap Opera Digest. Процитовано 15 травня 2010.
7. ↑  Paul Wesley: Married to Torrey Devitto? | Paul Wesley, Torrey DeVitto: Just Jared. Архів оригіналу за 27 січня 2012. Процитовано 18 вересня 2013.
8. ↑  Paul Wesley secretly married Torrey DeVitto? | Sugarscape |
9. ↑  Paul Wesley and Torrey DeVitto to Divorce — Breakups, The Vampire Diaries, Paul Wesley, Torrey DeVitto: People.com
10. ↑  Paul Wesley Sells His Hollywood Hills Panty-Dropping Palace for $1.7 Million | Celebuzz
11. ↑  Surprise! The Vampire Diaries' Paul Wesley Is Married | E! News UK
12. ↑  Paul Wesley and Wife Ines de Ramon Quietly Separate After 3 Years of Marriage. Peoplemag (англ.). Процитовано 6 листопада 2023.
13. ↑  Paul Wesley Is Engaged to Girlfriend Natalie Kuckenburg After Three Years of Dating. E! News (англ.). Процитовано 2025-7-20.
14. ↑  Популярний американський актор зіграє головну роль у серіалі про війну в Україні. РБК-Украина (укр.). Процитовано 27 листопада 2024.